# Astragalus diversus
Astragalus diversus es una especie de planta del género Astragalus, de la familia de las leguminosas, orden Fabales.

## Distribución
Astragalus diversus se distribuye por Irán.

## Taxonomía
Fue descrita científicamente por Podlech & Maassoumi. Fue publicado en Annalen des Naturhistorischen Museums in Wien 105: 576 (-577) (2003).